# Партений Пелагонийски
Партений (на гръцки: Παρθένιος, Партениос) е гръцки духовник, митрополит на Вселенската патриаршия.

## Биография
Роден е в източнотракийското село Ираклица. Служи като архидякон на митрополит Дионисий II Ираклийски (1830 - 1848) и като директор на Великата народна школа.
На 26 октомври 1849 година Партений е избран за врачански епископ и същата година ръкоположен, като на катедрата във Враца замества мъченически убития епископ Агапий. На практика обаче епархията се управлява от протосингела българин Доротей, който иска да заеме епископската катедра. На негова страна са и врачанските първенци братя Александър и Тодораки Хаджитошеви (Хаджиеви), които благодарение на големите си връзки в Търновската епархия, на която е подчинена Врачанската епископия, и в столицата, успяват да постигнат целта. В 1852 година Партений е обвинен в злоупотреби и насилия и на е принуден да подаде оставка, а на негово място е назначен Доротей.
На 1 април 1854 година като бивш врачански Партений е назначен за херцеговски митрополит. Преди да отиде до новата си епархия, на 8/17 ноември 1854 година е избран за митрополит на Янинската епархия.
В 1869 година замества Венедикт Византийски като пелагонийски митрополит. Партений заема много по-неотстъпчива позиция към българското църковно и просветно движене в Битоля от предшественика си Венедикт Византийски - връща „Света Неделя“ на власите гъркомани и изгонва българските свещеници. В отговор Прилепската българска община отказва да признае Партений за митрополит и установява близки връзки с новооснованата Битолска българска община, която на 23 октомври 1869 година отказва да признае, нито Партений, нито патриарх Григорий VI.
Партений заема битолската катедра до 2 октомври 1876 година, когато подава оставка поради старост.
Умира в Битоля през октомври 1976 година.